# Камино (албум)
„Камино“ е дългосвиреща грамофонна плоча на певицата Лили Иванова, издадена през 1969 г. На лицето на обложката е изписано „Камино – Лили“, а на гърба – информация за песните.

## Списък на песните в албума
| Заглавие                             | Автор(и)                                                                                  | Време |
| ------------------------------------ | ----------------------------------------------------------------------------------------- | ----- |
| 1. „Камино“                          | музика: мексиканска народна песен, аранжимент: Иван Пеев                                  |       |
| 2. „Влюбените от София“              | музика: Вили Казасян, аранжимент: Иван Пеев, текст: Димитър Ценов                         |       |
| 3. „Разпилей ме ти цялата“           | музика: Тончо Русев, аранжимент: Иван Пеев и Тончо Русев, текст: Надежда Захариева        |       |
| 4. „Всичко стана изведнъж“           | аранжимент: Иван Пеев, текст: Надежда Захариева                                           |       |
| 5. „Сърце“                           | музика: Морис Аладжем, аранжимент: Морис Аладжем, текст: Д. Ценов                         |       |
| 6. „Боянският майстор“               | музика: Александър Йосифов, аранжимент: Иван Пеев и Константин Драгнев, текст: Бог. Гудев |       |
| 7. „Ти сън ли си“                    | музика: Тончо Русев, аранжимент: Тончо Русев, текст: Павел Матев                          |       |
| 8. „Много ли струва една нежна дума“ | музика: Джо Кокър, аранжимент: Иван Пеев, текст: Надежда Захариева                        |       |
| 9. „В безкрайността“                 | музика: Дж. Дорели, аранжимент: Иван Пеев, текст: Димитър Андрейчин                       |       |
| 10. „Венера“                         | музика: Р. В. Льоевен, аранжимент: Иван Пеев, текст: Надежда Захариева                    |       |
| 11. „Звезда“                         | музика: Александър Йосифов, аранжимент: Константин Драгнев, текст: Кр. Станишев           |       |
| 12. „Нежност“                        | музика: Александър Йосифов, аранжимент: Константин Драгнев, текст: Павел Матев            |       |

Албумът е издаден от българската държавна звукозаписна компания „Балкантон“ с каталожен номер BTA 1180.